# الزيتون (قرية)
قرية الزيتون هي إحدى القرى التابعة لمركز الضبعة في محافظة مطروح في جمهورية مصر العربية. حسب إحصاءات سنة 2018، بلغ إجمالي السكان في الزيتون 2,102 نسمة، منهم 1,098 رجل و 1,004 امرأة.